# 福拉尔贝格州
福拉尔贝格州（德語：Vorarlberg，德語發音：[foːɐ̯ˈarlbɛrk] ⓘ，意为“阿尔山前”）是奥地利最西面的州，西部处于博登湖和莱茵河之间，东南临拉尔山。四邻分别為德国、瑞士、列支敦士登和奥地利蒂罗尔州，首府布雷根茲。在福拉尔贝格州主要讲一种和瑞士德语接近的阿勒曼尼语，而非奧地利通用的奥地利-巴伐利亚语，因此来自奥地利其他地区的人很难听得懂。

## 历史
第一次世界大战结束之际，奥匈帝国解体。福拉尔贝格州谋求独立，曾於1919年5月11日舉行公民投票決定是否加入瑞士聯邦，超過80%的公民表示支持，但因奧地利政府、協約國和瑞士非德語區居民反對而作罷。

## 经济
福拉尔贝格州是奥地利最早开始工业化的地区之一。在今天，传统的造纸工业已经不再拥有昔日的地位，精密机械和电子工业以及旅游业是目前该州经济的支柱。另外突出的一点是该州是奥地利进入瑞士和列支敦士登的门户。
福拉尔贝格州拥有极为丰富的水力资源。该州电力绝大部分来自水力发电。2003年，该州成为欧洲第一个所生产环保电力超过自身需求的地区。多余的电力还被出口到德国和瑞士。

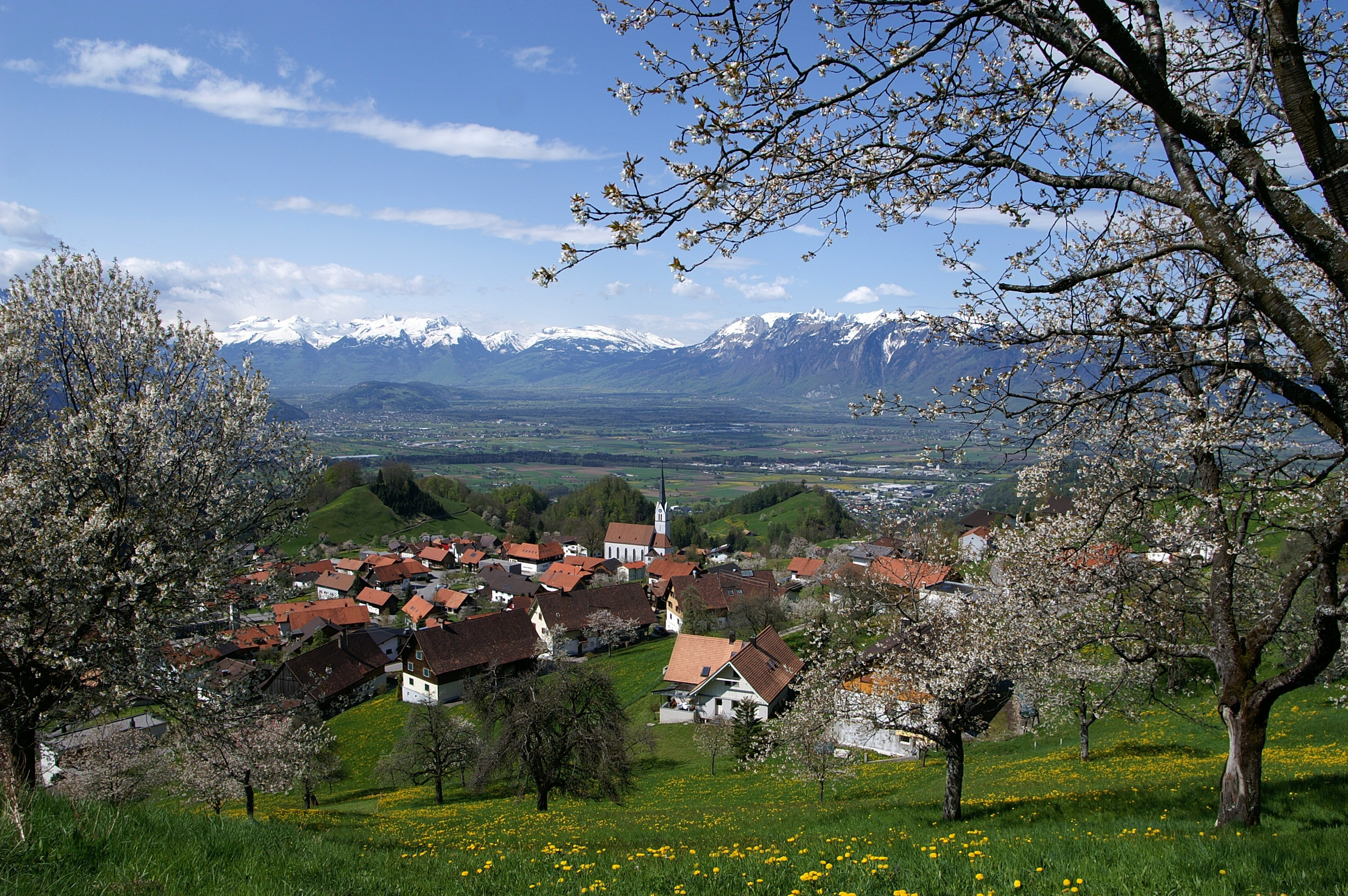
福拉尔贝格州福拉克塞尔恩村的景色